# Collines d'Owari
Les collines d'Owari (尾張丘陵, Owari kyūryō) sont un ensemble de collines situées au milieu de la partie occidentale de la préfecture d'Aichi au Japon. À l'époque d'Edo, cette région constituait la partie orientale du domaine d'Owari.
La partie nord des collines s'élève à environ 200 m au-dessus du niveau de la mer. De là, les collines s'étendent de la ville d'Inuyama sur la rive sud de la Kiso-gawa au sud-est, traversent les communes de Komaki et Kasugai, puis continuent au sud-ouest jusqu'au mont Sanage le long de la frontière entre Toyota et Seto. De là, les collines continuent vers le sud-ouest avant de finir sur la péninsule de Chita.